# Eurydinotomorpha incerta
Eurydinotomorpha incerta är en stekelart som beskrevs av Girault 1915. Eurydinotomorpha incerta ingår i släktet Eurydinotomorpha och familjen puppglanssteklar. Inga underarter finns listade i Catalogue of Life.